# ジーナ・フォード
ジーナ・フォード（Gina Ford, 1960年頃 - ）はイギリスの作家で元ナニー。300人以上の赤ちゃんを世話した経験を持ち、執筆した育児書がベストセラーとなった。1999年の著書『カリスマ・ナニーが教える赤ちゃんとおかあさんの快眠講座』（The Contented Little Baby Book）において厳密な生活スケジュールを提唱するなど、全部で9冊の育児書を発表している。

## 賞賛と批判
フォードのアプローチへの批判としては、そのメソッドがまるで"動物のしつけ"のようだというものがある。またフォード自身には子どもがおらず、いくら他人の子どもの世話をして学んだとしても、母親の脳の化学変化（母親が我が子の欲求に敏感になるホルモンも含まれる）という基本的な経験が欠けているのではという点にも批判が集中している。
フォードの睡眠トレーニングでは、赤ちゃんを寝かしつける際、泣いていても一定時間放置する「クライ・イット・アウト」というアプローチを保護者に奨励している。
心理学者のペネロペ・リーチ、医師のミリアム・ストッパード、政治家のニック・クレッグらが彼女のメソッドを批判する一方で、女優の ケイト・ウィンスレット 、グウィネス・パルトローらの支持者も存在する。
寄せられた批判に対しフォードは、子育て本市場の25%が自分の出版物で占められていることは、自身のメソッドが子どもを損なうものではない証拠だと述べている。

## テレビ番組への出演
2004年、BBCはビッグ・ブラザー (テレビ番組)の手法で新生児の成長を監視する『ジーナ・フォードのベビースクール』という番組をOutline Production社に委託した。 しかし2005年1月、フォードはBBC・Outline Productions社と会合を開き、リアリティ番組の形式に反対した。 撮影までほんの数週間だったことからフォードは降板、代わりにタニヤ・バイロンが起用された。
2007年3月4日には、Five Lifeチャンネルにて『Gina Ford: Who Are You To Tell Us?』が放映された。

## オンライン子育てフォーラムへの名誉毀損の訴え
フォードはオンライン子育てフォーラムMumsnetに対し、利用者による自身への「中傷的な」コメントに対し法的措置も辞さないとし、フォーラムサイトの閉鎖を要求した。2007年、この対立はMumsnetがフォードに訴訟費用を一部負担することで解決したが、同サイトは閉鎖には至っていない。
2007年には同業者である児童保護専門家クレア・ヴェリティーについて、テレビ番組『Bringing Up Baby』の中で用いた手法が「児童虐待」にあたるとして国家児童虐待防止協会への手紙で訴えている。

## 主な著作
- 『カリスマ・ナニーが教える赤ちゃんとおかあさんの快眠講座』（The New Contented Little Baby Book: The Secret to Calm and Confident Parenting Paperback、2006年）高木千津子訳、朝日新聞出版、2007年。
- 『カリスマ・ナニーが教える 1週間でおむつにさよなら! トイレトレーニング講座』（Potty Training In One Week、2006年）高木千津子訳、朝日新聞出版、2012年。